# Bùi Thanh Vân
Bùi Thanh Vân (1927-1994) là một tướng lĩnh, sĩ quan cấp cao trong Quân đội nhân dân Việt Nam, hàm Trung tướng, nguyên Tư lệnh Quân khu 7.

## Thân thế và sự nghiệp
• Ông có bí danh là Út Liêm, xuất thân từ một gia đình nghèo ở xã An Tịnh, huyện Trảng Bàng, tỉnh Tây Ninh.
• Năm 1944 ông tham gia phong trào Việt Minh ở địa phương, nhập ngũ năm 1945. Trưởng thành từ chiến sỹ đến đại đội phó bộ đội địa phương huyện Trảng Bàng (Tây Ninh).
• 1954-1961, ông theo lực lượng Vệ Quốc Đoàn tập kết ra bắc.
• Năm 1961 ông được phân công trở về chiến trường Nam Bộ để tổ chức và chỉ huy các lượng mới tại đây, vẫn giữ bí danh Út Liêm.
• 1961-1970, Những năm Chiến tranh Đặc Biệt, Chiến tranh Cục Bộ, Việt Nam hóa chiến tranh... lần lượt trải qua các chức vụ: Tiểu đoàn trưởng, Trung đoàn, Sư đoàn phó - Tham mưu trưởng sư đoàn 9.
• 1971-1975, Sư đoàn trưởng sư đoàn 5, tham gia các chiến dịch Đồng xoài, Dầu tiếng, Nguyễn Huệ. Phó tư lệnh cánh quân phía tây - Đoàn 232 trong chiến dịch Hồ Chí Minh.
• Từ tháng 4 năm 1976, Phó Tư lệnh Quân đoàn 4, rồi Chỉ huy trưởng bộ chỉ huy quân sự tỉnh Tây Ninh
• Tháng 3 năm 1979-1989, Phó Tư lệnh Quân khu 7.
• 1989-1994, Tư lệnh Quân khu 7.
- Ông là Uỷ viên BCHTW ĐCSVN khoá VII.
  - Năm 1974, Đại tá (Phó Tư lệnh Bộ chỉ huy cánh quân phía Tây - Đoàn 232).
  - Năm 1979, Thiếu tướng, Phó Tư lệnh Quân khu 7.
  - Năm 1989, Trung tướng, Tư lệnh Quân khu 7
- Ông mất: Năm 1994.

## Lịch sử thụ phong quân hàm
| Quân hàm |             |             |  |  |  |  |  |  |  |  |
| Cấp bậc  | Thiếu tướng | Trung tướng |  |  |  |  |  |  |  |  |
|          |             |             |  |  |  |  |  |  |  |  |

## Phần thưởng cao quý
- Huân chương Độc lập hạng Hai
- Huân chương Quân công hạng Nhất, Nhì
- Huân chương Chiến thắng hạng Nhì
- Huân chương Kháng chiến hạng Nhất
- Huân chương Khánh chiến chống Mỹ hạng Nhất
- Huân chương Chiến công Giải phóng hạng Nhất, Nhì, Ba
- Huân chương Chien sỹ Giải phóng hạng Nhất, Nhì, Ba